# Oceans of Fantasy
Oceans of Fantasy je čtvrté studiové album skupiny Boney M. vydané v září 1979. Toto album se stalo druhým v pořadí, které se umístilo na špičce britského hudebního žebříčku.

## Seznam skladeb
Strana A:
1. "Let It All Be Music" (W. S. van Vugt)
2. "Gotta Go Home" (Music by Frank Farian, Heinz Huth, Jürgen Huth - Lyrics by F. Jay)
3. "Bye Bye Bluebird" (Frank Farian, Fred Jay and George Reyam)
4. "Bahama Mama" (Music by Frank Farian, Lyrics by Fred Jay)
5. "Hold On I'm Coming" (Isaac Hayes, David Porter)
6. "Two of Us" (Written by Paul McCartney,[2] credited to Lennon/McCartney)
7. "Ribbons Of Blue" (Written by Keith Forsey, L. Andrew)

Strana B:
1. "Oceans Of Fantasy" (Dietmar Kawohl, Didi Zill, Fred Jay) - 5:26
2. "El Lute" (Frank Farian, Fred Jay, Hans Blum)
3. "No More Chain Gang" (Rainer Ehrhardt, Frank Farian and Fred Jay)
4. "I'm Born Again" (Written by Traditional, Helmut Rulofs and Fred Jay) - 4:08
5. "No Time To Lose" (Frank Farian, Fred Jay, Stefan Klinkhammer)
6. "The Calendar Song (January, February, March ...)" (Traditional, Frank Farian)